# لائو شه
لائو شه (Lǎo Shě) (زاده ۱۸۹۹ - درگذشت ۱۹۶۶) نویسنده و رمان‌نویس اهل چین بود.
او یکی از قابل توجه‌ترین چهره‌های قرن بیستم ادبیات چینی به حساب می‌آید و بیشتر برای رمانش پسر ریکشاو شناخته می‌شود. او از قومیت مانچو بود
و همینطور آثار او به ویژه به دلیل استفاده واضح از لهجه پکن شناخته شده‌اند.

## در ایران
در ایران یکی از آثار لائو شه به نام داستان زندگی من ترجمه شده‌است.